# قسمة (رياضيات)

شكل يبين عملية القسمة :

في الرياضيات، وبالتحديد في الحسابيات الابتدائية، القسمة هي العملية الحسابية الرابعة بعد الجمع والطرح والضرب. وتشتق القسمة من تقسيم وهو تجزيء الشيء إلى أجزاء صغيرة أوتوزيعه على مجموعة من الأشياء. القسمة هي إذن توزيع بالتساوي. يُرمز إلى القسمة بالعلامة ÷.
إذا كان جداء b و c يساوي a, أي
{\displaystyle a=b\times c\,}
حيث b يختلف عن الصفر, فإن قسمة a على b تساوي c, وتُكتب على الشكل التالي:
{\displaystyle c=a\div b\,}
على سبيل المثال،
{\displaystyle 2=3\div 6\,}
بما أن
{\displaystyle 6=3\times 2\,}.
في التعبير {\displaystyle c=a\div b\,}، يسمى a مقسوما أو بسطا، ويسمى b مقسوما عليه أو مقاما, بينما يسمى c خارج القسمة أو ناتج القسمة. يتم وضعه بعد علامة التساوي =.
كما لعملية الضرب علامة (×) ولعملية الجمع علامة (+) ولعملية الطرح علامة (-) فإن لعملية القسمة علامة وهي (÷) وتقرأ على (كحرف الجر على بالضبط) وهي التي تفصل بين المقسوم والمقسوم عليه.

## الرموز المستعملة
عادة ما يُشار إلى عملية القسمة في الجبر وفي العلوم بواسطة خط أفقي يأتي فوقه المقسوم ويأتي تحته المقسوم عليه. على سبيل المثال، يُشار إلى قسمة a على b بما يلي:
{\displaystyle {\frac {a}{b}}}
قد يُشار إلى عملية القسمة بكتابة كل من المقسوم(أو البسط) والمقسوم عليه(أو المقام) في سطر واحد، جاء بينهما خط أفقي مائل إلى اليمين (/), كما يلي:
{\displaystyle a/b\,}
تلك هي الطريقة المستعلة في معظم لغات برمجة الحاسوب للتعبيير عن القسمة. يعود ذلك إلى بساطة ضرب حرف / في الحاسوب، لكونه حرفا موجودا وشائعا في الأسكي.
a⁄b

## قسمة الأعداد الصحيحة
مجموعة الأعداد الصحيحة غير منغلقة تحت عملية القسمة. يعود ذلك إلى أن قسمة عدد صحيح ما على عدد صحيح آخر مختلف عن الصفر، لا تعطي بالضرورة عددا صحيحا، إلا إذا كان المقسوم مضاعفا للمقسوم عليه. على سبيل المثال، 26 لا يمكن أن تقسم على 11 وأن تعطي عددا صحيحا. في هاته الحالة، تُختار واحدة من المقاربات الخمس التالية:

## قسمة الأعداد النسبية
قسمة عددين نسبيين تعطي عددا نسبيا آخر حين يكون المقسوم عليه مختلفا عن الصفر.
تعرف قسمة العددين النسبيين p/q و r/s كما يلي:
{\displaystyle {p/q \over r/s}={p \over q}\times {s \over r}={ps \over qr}.}
قسمة الكسور تعنى ضرب المقسوم في مقلوب المقسوم عليه.

## القسمة على الصفر
القسمة على الصفر هي عملية غير معرفة. وسبب ذلك هو أنه إذا ضُرب الصفر في عدد ما، فإن النتيجة تساوي دائما الصفر.

## قسمة الأعداد العقدية
قسمة عددين مركبين تعطي عددا مركبا ثالثا عندما يكون المقسوم عليه مختلفا عن الصفر، يُعرف كما يلي:
{\displaystyle {p+iq \over r+is}={pr+qs \over r^{2}+s^{2}}+i{qr-ps \over r^{2}+s^{2}}.}

## قسمة المصفوفات
تتمثل الطريقة الأكثر انتشارا من أجل تعريف قسمة المصفوفات فيما يلي:
A / B = AB−1 حيث
B−1 هي معكوس المصفوفة B.
انتشار استعمال AB−1 يفوق بكثير أي استعمال آخر.

## القسمة والاشتقاق
يُعطى اشتقاق قسمة دالة ما على دالة أخرى فيما يلي:
{\displaystyle {\left({\frac {f}{g}}\right)}'={\frac {f'g-fg'}{g^{2}}}.}
تُعرف هاته القسمة باسم قاعدة ناتج القسمة.

## أولويات القسمة
لكل عملية قسمة أولويات وهي : المقسوم والمقسوم عليه وناتج القسمة.
أحيانا يأتي باق في القسمة حيث يكون العددان لايقبلان القسمة على بعضهما.
فمثلا : 6 ÷ 2 = 3 فإن 6 المقسوم، 2 المقسوم عليه، 3 خارج القسمة.
لايمكن تغيير هذا الترتيب أبدا وإلا فسيتغير ناتج القسمة.

## أشكال عمليات القسمة
أشكال عمليات القسمة ثلاث وهي :
1- المقسوم والمقسوم عليه وبينهم علامة (÷) : وهي مثل 10 ÷ 5 وتستخدم في القسمة بين رقمين.
2- الكسر : وتوضع في صورة كسر إعتيادى فالمقسوم هو البسط والمقسوم عيه هو المقام مثل : 3/6 = 2.
3- المسودة : وتستخدم في القسمة الكبيرة مثل قسمة 5 أعداد على عددين.

## أنواع القسمة
1. القسمة البسيطة وهي التي تكتب في صورة مقسوم وعلامة ÷ ومقسوم عليه أو في صورة كسر.
2. القسمة المطولة : وهي تكتب في صورة مسودة ويكون المقسوم والمقسوم عيه كبيران

وهذين النوعين يندرجان تحت :
1- قسمة منتهية : وهي التي لاتترك بواقى
2- قسمة غير منتهية : وهي التي تترك بواقى وهذا لأن المقسوم والمقسوم عليه قابلان القسمة على بعضهما

## العلاقة بين القسمة والضرب
كما للجمع علاقة مع الطرح، فإن للضرب علاقة مع القسمة وكل عملية ضرب ينتج عنها عمليتا قسمة فمثلا :
x × y == z، z ÷ x = y أيضا : z ÷ y == x
ولتجربتها مع الأعداد :
2 × 3 == 6، 6 ÷ 2 = 3 أيضا 6 ÷ 3 == 2
وبهذه العلاقة يمكن أن نحل عمليات القسمة فمثلا 10 ÷ 2 فإننا نقول ما الذي إذا ضرب في 2 ينتج 10 فسيكون الناتج 5 إذا 10 ÷ 2 = 5.
يجب عند حل مسائل القسمة أن نعرف جدول الضرب 

## حل القسمة المطولة
يمكن حل كل مسائل القسمة عبر طريقة المسودة وهي تشبه حرف Z حيث المقسوم على يسارها والمقسوم عليه على يمينها وخارج القسمة على رأسها وتحل كالآتى :
1- عند القسمة نقسم من ناحية اليسار ونبدأ بالعدد الأول ونقسمه على كل المقسوم عليه فإن لم يكن عددا صحيحا أخذنا العدد الذي على يمينه معه فمثلا إذا كانت 3 لاتعطى عددا صحيحا عند قسمتها على المقسوم عليه وعلى يمينها 2 فإننا نأخذ العددين ويصبح23 
2- عند الفروغ من عملية القسمة نتأكد من الناتج فنضرب خارج القسمة في المقسوم ونضع الناتج تحت أعداد المقسوم عليه التي تم استهلاكها.
3- نطرح ونضع الناتج وننزل عددا مع ناتج الطرح وإن لم ينفع القسمة نأخذ عددا آخر ونقسمه على العدد المتبقى وهكذا حيث تنتهى عملية القسمة بطرح وإنزال الباقى

## ملحوظة
- يكون الباقى في القسمة المنتهية صفر.
- لتحويل القسمة غير المنتهية إلى منتهية نطرح الباقى من المقسوم عليه ونقسم مرة أخرى
- في خوارزمية القسمة المطولة يكون فسمة المتغير الأول في المقسوم الا.

## قابلية القسمة
للأعداد علاقة مع بعضهم عن طريق القسمة والمقصود بها (أن من العلاقة بين عددين أن يقبلا القسمة مع بعضهم أو لا يقبلا) والقابلية المقصود بها نتوج عدد صحيح من خلال قسمة العددين على بعضها فمثلا العلاقة بين 5، 10 علاقة قابلية لأن 10 تقبل القسمة على 5 وينتج منهما عدد صحيح أولا وهو 2 وهناك خاصيتان تتوجدا بين العددين الذين يقبلان القسمة على بعضهما :
1. أن يكون أحد العددين من مضاعفات العدد الآخر مثل العدد 5 ومضاعفه.25
2. أن يكون أحد العددين من عوامل العدد الآخر مثل العدد 6 وعامله 3 [4]

ولكن ليس هذا فقط، بل يوجد أعداد لها خواص غير ذلك مثل :
العدد 5 وهو أن كل عدد يبدأ بصفر أو بخمسة يكون من مجموعة الأعداد التي تقبل عليها 5 القسمة وهي {5، 10، 15، 20، 25، 30...}
العدد 3 وهو أن كل عدد مجموعه = 3 يقبل القسمة على 3 فورا مثل 21 مجموعه يساوى 3 ويقبل القسمة عليه.
العدد 2 وهو أن كل عدد رقم آحاده يساوى عدد زوجى فإنه يقبل القسمة على 2
كل هذه الأعداد مضاعفاتها وعواملها يقبلان القسمة عليها بجانب ماسبق ذكره

## نتيجة
مجموعة الأعداد الطبيعية غير منغلقة تحت عملية القسمة. بالإضافة إلي ذلك، عملية القسمة ليست تجميعية وليست تبديلية.